# Oberonia angustifolia
Oberonia angustifolia är en orkidéart som beskrevs av John Lindley. Oberonia angustifolia ingår i släktet Oberonia och familjen orkidéer. Inga underarter finns listade i Catalogue of Life.